# Eva Reynal
Pour les articles homonymes, voir Reynal.
Eva Reynal, de son vrai nom Eva Levy, née  le 30 janvier 1893 à Saumur , et, morte le 12 janvier 1939 en son domicile dans le 17e arrondissement de Paris, est une comédienne française. Elle joue des rôles à la fois au théâtre sous le nom d'Eva Reynal et dans le cinéma muet sous le nom d'Eva Raynal. Son frère Raymond Reynal (1887-1914) de la comédie française a été tué lors de la première guerre mondiale.

## Filmographie partielle
- 1912 : Le Crime de Toto (ou Toto jaloux) de Georges Denola : la mère
- 1921 : Chichinette et Cie de Henri Desfontaines : l'espagnole
- 1922 : La Fille des chiffonniers de Henri Desfontaines : Thérèsa
- 1922 : Douloureuse méprise de Jacques Riven : Véra Pavlov
- 1923 : Château historique de Henri Desfontaines : Madame Beaudoin

## Théâtre
- 1907 : Sa sœur de Tristan Bernard, Théâtre de l'Athénée
- 1923 : Martine de Jean-Jacques Bernard, mise en scène Gaston Baty, Théâtre des Mathurins
- 1924 : Alphonsine de Paul Haurigot, mise en scène Gaston Baty, Théâtre du Vaudeville
- 1928 : La Belle Aventure de Gaston Arman de Caillavet, Robert de Flers et Étienne Rey, Théâtre de l'Odéon
- 1929 : Le Beau Métier de Henri Clerc, Théâtre de l'Odéon
- 1930 : Boën ou la possession des biens de Jules Romains, mise en scène Alexandre Arquillière, Théâtre de l'Odéon
- 1932 : Madame Sans-Gêne de Victorien Sardou et Émile Moreau, mise en scène Georges Tricot, Théâtre de l'Odéon
- 1932 : Il faut qu’une porte soit ouverte ou fermée d'Alfred de Musset, mise en scène Georges Tricot, Théâtre de l'Odéon
- 1932 : Les Femmes savantes de Molière, mise en scène Georges Tricot, Théâtre de l'Odéon
- 1932 : Un caprice d'Alfred de Musset, mise en scène Georges Tricot, Théâtre de l'Odéon
- 1933 : Tartuffe de Molière, mise en scène Georges Tricot, Théâtre de l'Odéon
- 1933 : Napoléon de Saint-Georges de Bouhélier, Théâtre de l'Odéon
- 1934 : Jeanne d’Arc de Saint-Georges de Bouhélier, Théâtre de l'Odéon
- 1938 : Le Président Haudecœur, Théâtre de l'Odéon : Mme Rémisol